# 터브구

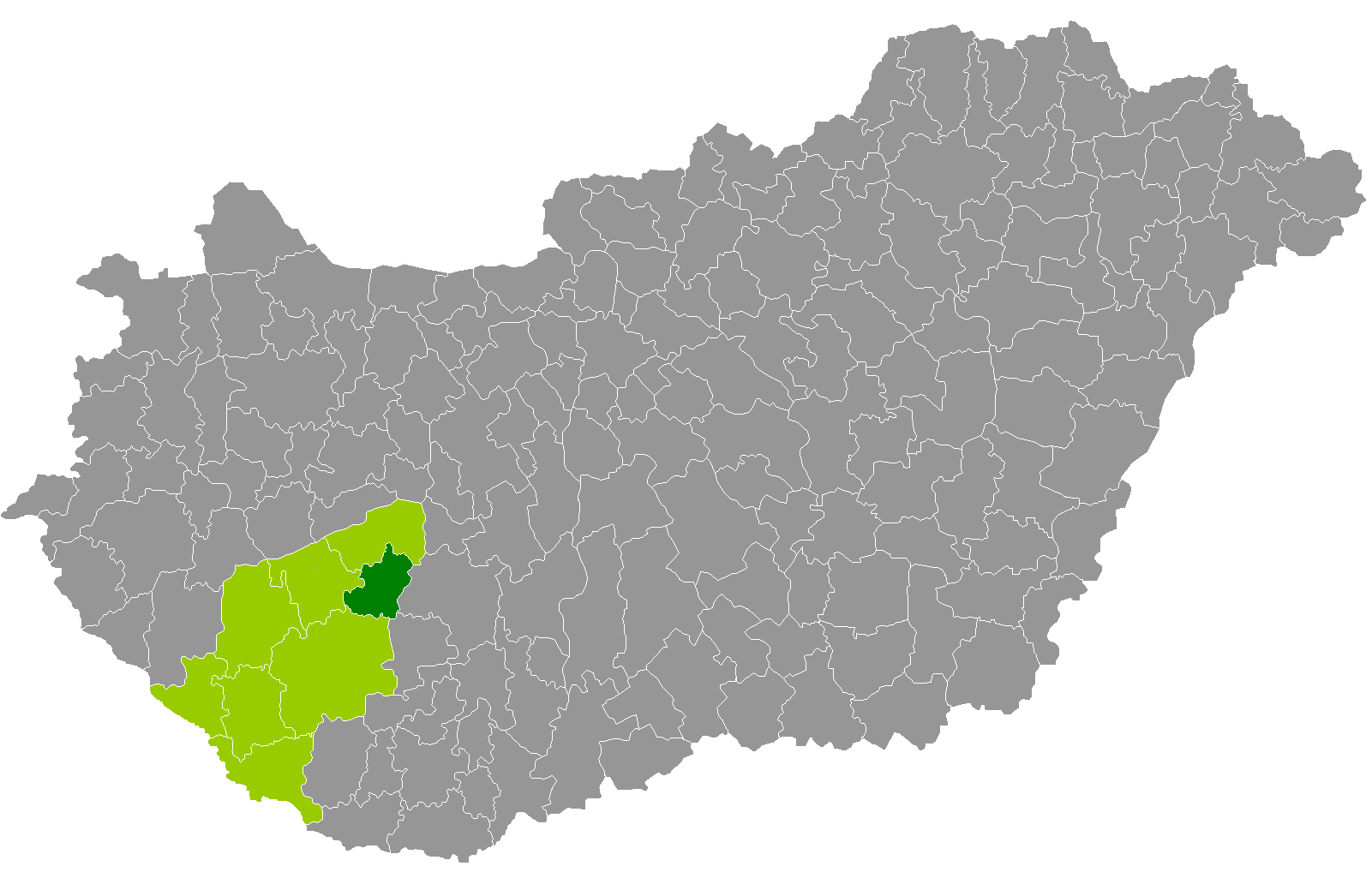
쇼모지주 지도에 표시된 터브구의 위치

터브구(헝가리어: Tabi járás)는 헝가리 쇼모지주에 위치한 구로 구청 소재지는 터브이며 면적은 427.24km2, 인구는 12,797명(2011년 기준), 인구 밀도는 30명/km2이다.
북쪽으로는 시오포크구, 동쪽으로는 톨너주 터마시구, 남쪽으로는 커포슈바르구, 톨너주 돔보바르구, 서쪽으로는 포뇨드구와 접한다. 24개 지방 자치체(1개 시, 23개 마을)를 관할한다.

구 문장